# Il pirata nero (film 1954)
Il pirata nero (The Black Pirates) è un film del 1954 diretto da Allen H. Miner.

## Trama
Dopo una battaglia, un gruppo di pirati approda su un'isola creduta deserta e dove anni prima era stato nascosto un tesoro. Scoprono che in quel luogo è stata costruita nel frattempo una chiesa e un villaggio e il loro capo, sceso in perlustrazione, incontra una piccola guarnigione di soldati.
Grazie a uno stratagemma, riesce a trasferirli in una fattoria a molti chilometri di distanza e riesce a occupare il villaggio. Cerca di rintracciare il tesoro, ma un frate gli spiega che i soldi sono serviti per soccorrere i poveri abitanti del paese. Il capo, dopo aver minacciato di far fucilare tutti, uccide il frate e a quel punto gli abitanti si rivoltano; aiutati dalla guarnigione dei soldati, che nel frattempo si è liberata dalla prigionia, sgomina tutti i pirati e riportano la pace nella cittadina.

## Produzione
Girato in Ansco Color, il film è una co-produzione tripartita tra Stati Uniti, Messico ed El Salvador, dove furono girati gli esterni (a Panchimalco), con la partecipazione di attori locali e della Guardia Nazionale salvadoregna. Le riprese iniziarono alla metà di giugno del 1954.
Fu il primo film ad essere segnalato dalla Cinema Research Corporation per gli effetti speciali.

## Distribuzione
Il film ebbe la sua prima proiezione il 24 dicembre 1954. Nelle nazioni del Sud America venne distribuito con il titolo El Pirata Negro.
In Italia il film uscì con sette anni di ritardo: ottenne il visto di censura n. 34.555 del 27 aprile 1961 per una lunghezza di 2.013 metri.